# Ophiophycis gloriensis
Ophiophycis gloriensis är en ormstjärneart som beskrevs av Guille och Vadon 1986. Ophiophycis gloriensis ingår i släktet Ophiophycis och familjen fransormstjärnor. Inga underarter finns listade i Catalogue of Life.